# نظرية التبعية

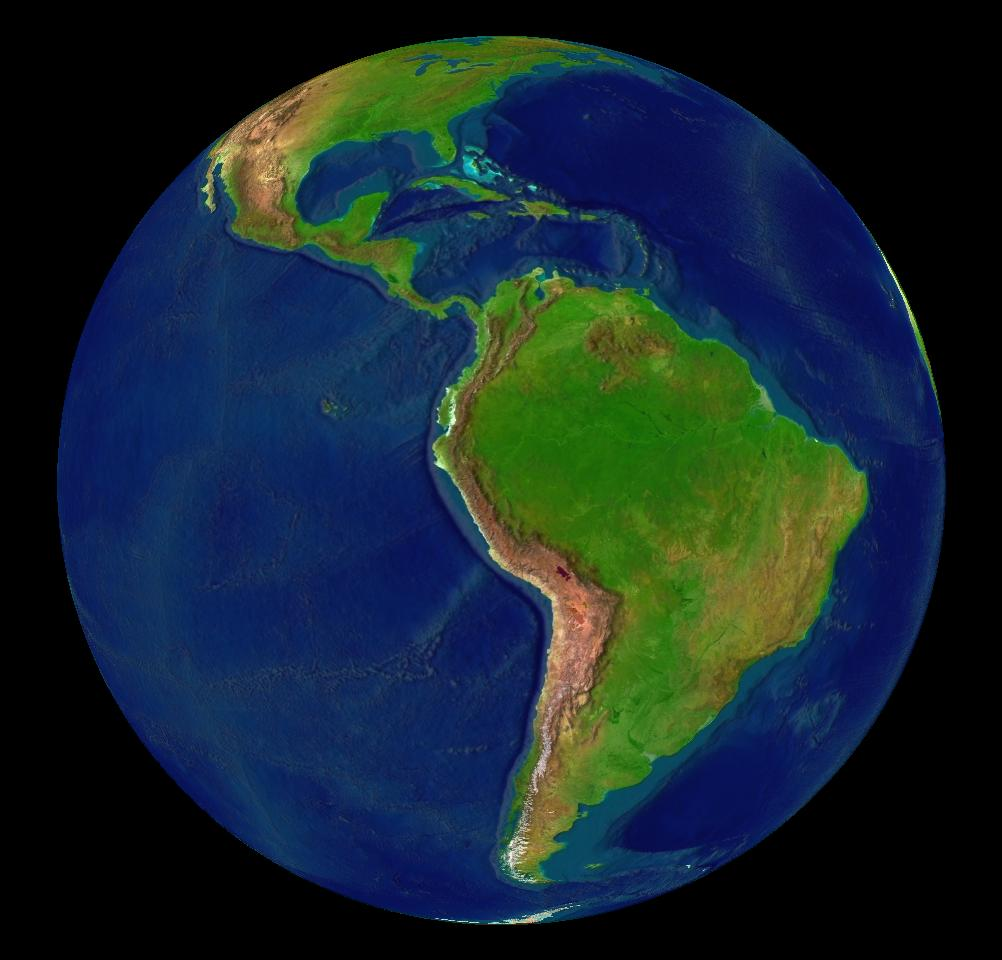

نظرية التبعية هي نظرية من مجال العلوم الاجتماعية، مفادها أن الفقر وعدم الاستقرار السياسي والتخلف في دول الجنوب يعود سببها إلى المسار التاريخي الذي رسمته لها دول الشمال، غير أن استحالة النمو بالنسبة لدول الجنوب قد دحضه الإقلاع الاقتصادي الذي حققته النمور الآسيوية في عقد الستينات وفي الصين والهند في عقد الثمانينات. وهو الذي أدى إلى سقوط هذه النظرية.
ظهرت نظرية التبعية في عقد الستينات من القرن العشرين وحاولت إبراز تأثير سيطرة نظام «الرأسمالية الدولية» على اقتصاديات الدول النامية الأمر الذي أدى إلى بقائها في حالة من التخلف الاقتصادي.

## المنظرون الآخرون والنظريات ذات الصلة
كان فرانسوا بيرو وكورت روتشيلد من الكتاب الأوائل الذين ارتبط اسمهم بنظرية التبعية. يُذكر من منظري التبعية البارزين الآخرين هيرب أدو، ووالدن بيلو، وروي ماورو ماريني، وإنزو فاليتو، وأرماندو كوردوفا، وإرنست فدر، وبابلو غونزاليس كازانوفا، وكيث غريفين، وكونبرت رافير، وبول إسرائيل سينجر، وأوزفالدو سنكل. صب العديد من هؤلاء الكتاب اهتمامهم على منطقة أمريكا اللاتينية. يعود جزء كبير من فضل تنقيح نظرية التبعية في العالم الإسلامي إلى الاقتصادي المصري سمير أمين.
يسرد تاوش، استنادًا إلى أعمال أمين بين عامي 1973 و1997، الخصائص الرئيسية التالية لرأسمالية الهامش:
1. يميز انحدار الزراعة والصناعات الصغيرة الفترة التي تلت الزحف الأجنبي الباحث عن السيطرة والاستعمار
2. يؤدي التخصص الدولي غير المتكافئ في الهامش إلى تركيز الأنشطة ضمن مجالي الزراعة و/أو التعدين الموجهين للتصدير. يمكن تحقيق التحول الصناعي جزئيًا في الهامش بظل ظروف الأجور المنخفضة، التي تسهم مع زيادة الإنتاجية بظهور عدم تكافؤ في التبادل (شروط التجارة الثنائية <1.0 ؛ انظر رافر، 1987).
3. تحدد هذه الهياكل على المدى الطويل قطاعًا ثالثًا سريع النمو مع بطالة خفية وأهمية متزايدة للريع في النظام الاجتماعي والاقتصادي العام.
4. العجز المزمن في رصيد الحساب الجاري، وإعادة تصدير أرباح الاستثمارات الأجنبية، والدورات التجارية الضعيفة في الهامش التي توفر أسواقًا مهمة للمراكز خلال الانتفاضات الاقتصادية العالمية.
5. الاختلالات الهيكلية في العلاقات السياسية والاجتماعية، من بينها عنصر «الوكيل التجاري» أو «الكومبرادور» القوي والأهمية المتزايدة لرأسمالية الدولة وطبقة الدولة المديونة.[4]

صقل عالم الاجتماع الأمريكي إيمانويل والرشتاين الجانب الماركسي للنظرية ووسعها لتشكيل نظرية المنظومات العالمية، التي تُعرف أيضًا باسم دبليو إس تي وتتماشى تماشيًا وثيقًا مع فكرة «الأثرياء يزدادون ثراءً والفقراء يزدادون فقرًا». يذكر والرشتاين أن الدول الفقيرة الهامشية تستمر بأن تغدو أكثر فقرًا، إذ تستخدم الدول المركزية المتقدمة مواردها لتصبح أكثر ثراءً. طور والرشتاين نظرية المنظومات العالمية مستخدمًا نظرية التبعية مع أفكار ماركس ومدرسة الحوليات. تفترض هذه النظرية فئة ثالثة من الدول، الدول شبه الهامشية، وهي وسيط بين المركز والهامش. آمن والرشتاين بنظام ثلاثي الأطراف بدلًا من نظام ثنائي الأطراف لأنه رأى أن الأنظمة العالمية أكثر تعقيدًا من التصنيف المبسط الذي صنف الدول أساسية أو هامشية. لا تندرج العديد من الدول ضمن هاتين الفئتين حسب والرشتاين، لذلك اقترح في نموذجه فكرة وجود دولة شبه هامشية بمثابة دولة وسط بين دولتين. في هذا النموذج، تتسم شبه الهامشية بالتحول الصناعي، مع درجة أقل من التطور التكنولوجي مقارنة بالدول المركزية؛ ولا تتحكم في الشؤون المالية. إن بروز مجموعة شبه هامشية يحدث عادةً على حساب مجموعة أخرى، لكن الهيكل غير المتكافئ للاقتصاد العالمي القائم على التبادل غير المتكافئ يميل إلى أن يظل مستقرًا. يتعقب تاوش بدايات نظرية المنظومات العالمية إلى كتابات الاشتراكي النمساوي المجري كارل بولاني بعد الحرب العالمية الأولى، لكن شكلها الحالي عادة ما يرتبط بعمل والرشتاين.
ارتبطت نظرية التبعية أيضًا بنظرية يوهان غالتونج البنيوية للإمبريالية.
يرى منظرو التبعية أن النمو طويل الأجل في الهامش سيتسم بانعدام التوازن والتكافؤ رغم طفرات النمو قصيرة الأجل، ومن ثم سيميل للانحدار نحو أرصدة حسابات جارية سلبية جدًا. يُذكر أن للتقلبات الدورية تأثير عميق في المقارنات الدولية للنمو الاقتصادي والتنمية المجتمعية على المدى المتوسط والطويل. قد يتضح في النهاية أن ما بدا نموًا مذهلًا طويل المدى ليس في الحقيقة إلا طفرة دورية قصيرة المدى بعد ركود طويل. يلعب وقت الدورة دورًا مهمًا. يعتقد جيوفاني أريغي أن منطق التراكم على نطاق عالمي يتغير بمرور الوقت، وأن فترة الثمانينيات وما بعدها أظهرت مرة أخرى مرحلة غير منظمة من الرأسمالية العالمية بمنطق يتميز -على عكس الدورات التنظيمية السابقة- بهيمنة رأس المال المالي.
يُقال إنه لا يمكن التقليل من دور التبادل غير المتكافئ في علاقة التبعية بأكملها في هذه المرحلة. يمنح حق التبادل غير المتكافئ إذا كانت شروط التجارة المزدوجة في البلد المعني <1.0 (رافر، 1987، أمين، 1975).
يجادل الرئيس الأيديولوجي السابق لعصابة شارع بليكينج والناشط السياسي توركيل لاوزين في كتابه المنظور العالمي بأن النظرية السياسية والممارسة المنبثقَين من نظرية التبعية غدتا أقوى صلةً من أي وقت مضى، ويفترض أن الصراع بين البلدان المركزية والهامشية في تصاعد مستمر وأن العالم في بدء يجد حلًا هذا التناقض بين المركز والهامش –إن الإنسانية «في رحلة اقتصادية وسياسية على متن قطار الموت».

## الخطوط العريضة للنظرية
لقد استطاعت نظرية التبعية أن يكون لها تأثير كبير في الستينات والسبعينات، وكانت تقوم على أن الدول الأغنى في حاجة للدول الأفقر حتى تستمر هي في النمو.
ظهرت هذه النظرية في الخمسينات، وهي مناقضة لنظرية التحديث أو التصنيع التي تدعي بأن البلدان هي في طور أدنى من النمو أو أن هذه البلدان لم تندمج في الاقتصاد الشامل. أما بالنسبة لنظرية التبعية فإن هذه البلدان مندمجة غير أنها هيكليا في حالة تبعية مستمرة حيث أنها ممنوعة مثلا من الإنتاج الوطني للمنتوجات بما يجعلها مجبرة على اشترائها من الشركات الاستعمارية.
بالنسبة لأندري غوندر فرانك فإن تبعية دول الجنوب تفسر تاريخيا بالاستعمار وبالتبادل التجاري غير المتكافئ.
أما بالنسبة للاقتصادي الأرجنتيني راوول بربيش فإن ثراء البلدان الغنية متناسب عكسيا مع ثراء الدول الفقيرة. وبالنسبة لأصحاب هذه النظرية فإنه يستحيل على بلدان الجنوب أن تنمو بدون أن تتحرر من علاقات التبعية التي تربطها إلى الشمال، إذ أن نمو دول الشمال يرتكز على تخلف دول الجنوب.

## ديناميكيات أساسية
رغم وجود اختلافات عديدة بين أصحاب نظرية التبعية، فإنهم يتفقون جميعا على ما يلي:
- أن البلدان الفقيرة مجبرة على تزويد البلدان الغنية بالمواد الأولية وباليد العاملة الرخيصة. وأن ذلك ناتج عن التاريخ الاستعماري.
- أن البلدان الغنية وضعت مجموعات من الإكراهات القانونية والمالية والفنية وغيرها بما يجعل البلدان الفقيرة في تبعية. وإن هذه الإكراهات ناتجة عن ضعف نقل التكنولوجيا بين البلدان الغنية المصدرة للتكنولوجيا وبلدان الجنوب التي تعوزها تلك التكنولوجيا.

## نقد نظرية التبعية
يركز نقاد نظرية التبعية على أنها لا تعتبر دور النخب والاقتصاديات المحلية في التخلف المزمن لهذه البلدان. ويشيرون مثلا إلى دور الفساد وغياب ثقافة المنافسة. ويشير نقاد آخرون إلى أن هذه النظرية عامة وأنها غير قادرة على تحليل الفوارق في التنمية بين بلدان الجنوب.

## المنظرون
من أصحاب نظرية التبعية:
- أندري غوندر فرانك (Andre Gunder Frank)
- سمير أمين
- سرجيو باغو(Sergio Bagú)
- فرناندو هنريك كاردوزو (Fernando Henrique Cardoso)
- سلسو فورتادو (Celso Furtado)
- راوول بربيش (Raúl Prebisch)
- ابن خلدون (Ibn khaldon)